# San Esteban, Jalisco
San Esteban är en ort i Mexiko.   Den ligger i kommunen Zapopan och delstaten Jalisco, i den centrala delen av landet, 500 km väster om huvudstaden Mexico City. San Esteban ligger 1 418 meter över havet och antalet invånare är 3 726.
Terrängen runt San Esteban är kuperad åt nordost, men åt sydväst är den platt. Runt San Esteban är det mycket tätbefolkat, med 1 177 invånare per kvadratkilometer. Närmaste större samhälle är Zapopan, 8,4 km söder om San Esteban. I omgivningarna runt San Esteban växer huvudsakligen savannskog.